# Paulino de Antioquía
Paulino de Antioquía fue un pretendiente al patriarcado de Antioquía de 362 hasta 388dC.
Era apoyado por miembros del partido eustatiano y uno de los rivales de Melecio de Antioquía durante el llamado «Cisma Meleciano». Los eustatianos acusaban a Melecio de haber sido consagrado por arrianos y comenzaron a celebrar la liturgia por separado. Lucifer de Cagliari consagró a  Paulino como obispo, consolidando efectivamente el cisma.

## Vida y obras
Paulino era «muy estimado por su piedad». Fue reconocido como obispo por Jerónimo, a quien ordenó como sacerdote y por Epifanio de Salamina.
Paulino murió en 388 d. C. Sus seguidores fueron apellidados «paulinianos»